# Трећа Алија
Трећа Алија (хебр. העלייה השלישית HaAliyah HaShlishit, дословно:Трећи Успон) се односи на трећи талас, или алију, модерне јеврејске имиграције у Палестину из вропе. Овај талас је трајао од 1919. године, одмах након завршетка Првог светског рата, до 1923. године, на почетку економске кризе у Палестини.
Током Треће алије у Палестину је дошло 35.000 до 40.000 Јевреја. Предводник Треће алије био је брод СС Руслан, који је стигао у луку Јафа 19. децембра 1919. године, превозећи 671 новог имигранта и људе који су се вратили након што су били заробљени у Европи током рата. Пионири Треће Алије потицали су углавном из источноевропских земаља: 45% из Русије, 31% из Пољске, 5% из Румуније и 3% из Литваније.

## Историја
Три тајне обавезе Велике Британије, које су у суштини биле у супротности једна са другом, чиниле су основу за сукобе који су уследили:
У октобру 1915. године, Британци су се обавезали да ће признати независност арапске државе у границама које је предложио шериф Меке, тј. укључујући Палестину, у замену за арапску подршку британском покушају да се боре и поразе Османлије. Видети преписку Макмахона и Хусеина.
У јануару 1916. године, тајни споразум између Велике Британије и Француске, Сајкс-Пикотов споразум, поделио је османске провинције ван Арапског полуострва између Британаца и Француза. Британцима би били додељени Палестина и Јордан, Французи би окупирали Либан и Сирију.
У новембру 1917. године, Балфурова декларација је обећала Јеврејима да се могу населити у Палестини и тамо створити „национални дом за јеврејски народ“.
Међу имигрантима Друге Алије (1904–1914) било је неколико хиљада младих пионира који су били под утицајем социјалистичких идеја Бера Борохова и концепта „религије рада“ А. Д. Гордона. Једна од кључних идеја Треће Алије била је наставак Друге, успостављање социјалистичког јеврејског друштва у Земљи Израела. Гледајући уназад, може се рећи да су покушаји имиграната из „Прве Алије” у тешком физичком раду  пропали, док су се пионири из „Друге Алије” борили жестоко, а младићи и жене из Треће алије успели су од самог почетка. Градили су путеве и мостове, исушивали мочваре и основали функционалне фарме. Многи од њих су већ имали искуство из Русији за живот пољопривредника.
Али, од Првог светског рата, основа за сву имиграцију у Палестину се фундаментално променила. Османлије су се повукле, а Британци су преузели власт, упркос обећањима Арапима о супротном. Лига народа, основана почетком 1920. године, дала је Британцима мандат да управљају Палестином. Трећу Алију су углавном покренули Октобарска револуција у Русији, антисемитски погроми у Источној Европи и Балфурова декларација, а омеле су је британске квоте.

## Мотивација
Шездесетих година прошлог века, Еверет С. Ли је описао факторе привлачења и одбијања у миграцији. Овај модел се такође може применити на претходне миграционе таласе.
Имигранти су имали велике наде у нову будућност у Светој земљи, али више од тога, били су приморани да имигрирају због дешавања у Европи и раста националистичких тежњи разних мањинских група. Неколико фактора је мотивисало имигранте:
- Руска револуција и Руски грађански рат довели су до таласа погрома. Процењује се да је 100.000 Јевреја убијено, а 500.000 је остало без крова над главом.
- Превирања у Европи у последицама Првог светског рата са националистичким буђењима међу источноевропским народима након настанка девет нових држава.
- У новим државама које су настале после Првог светског рата постојао је „проблем мањина“. Избијале су битке између малих етничких група, са нередима у подељеним земљама попут Пољске.
- економска криза у Европи
- Доношење Закона о ванредним квотама, којим је ограничена имиграција у Сједињеним Државама
- Релативни успех апсорпције Друге Алије у Израел и социјалистичке идеологије тог таласа.

Званичне ционистичке институције биле су против трећег имиграционог таласа. Плашили су се да земља неће моћи да апсорбује тако велики број људи. Чак су тражили да у земљу дођу само људи који имају довољно економских ресурса. Међутим, сурова реалност је променила њихова очекивања: лоша економска ситуација Јевреја Источне Европе, као и нереди, приморали су многе да емигрирају у земље које су отвориле своје капије – Сједињене Америчке Државе и Западну Европу, а за оне који су имали пионирски импулс и ционистичко признање, Палестина је била погодна као њихов нови дом.

## Друштвени састав
Многи нови имигранти Треће Алије били су повезани са омладинским покретима Хехалуц и Хашомер Хацаир. Већина њих је била социјалистички оријентисана и секуларна, чак и антирелигиозна. Њихова намера није била да изграде јеврејску, већ социјалистичку државу.
Пионири
Већина досељеника били су млади „халуци“ (пионири), који су градили путеве и градове и започели исушивање мочвара у Језреелској долини. Касније су постали мањи део имиграната. Значај тих пионира био је подједнако велики као и значај пионира Друге алије. Њихова идеологија је у великој мери допринела изградњи Палестине, па су тако оставили свој траг на ционизму, а такође и на развоју јеврејских насеља у Палестини.
Интелектуалци
Доња листа у тексту показује да су и многи интелектуалци и уметници били део Треће алије.
- Изградња пута, Ајн Херод
- Пионири Треће Алије, 1921
- Јеврејски пионири граде улицу Балфур у Тел Авиву, 1921

## Институције
У то време је основан Хистадрут, Општа радничка федерација, Изабрана скупштина и Национални савет, као и Хагана, тајна паравојна организација.

## Личности
Међу имигрантима у Палестини током Треће Алије били су људи који су касније основали Државу Израел, укључујући Давида Бен-Гуриона и Голду Меир,, а такође и неколико истакнутих активиста и интелектуалаца. Многи од њих ће касније постати пионири у израелској култури.
- Барух Агадати (1895–1976), плесач и кореограф
- Рејчел Блувштајн (1890–1931), позната као „Рејчел песникиња“; вратио се у Палестину бродом „Руслан“
- Џозеф Констан (1892–1969), вајар, сликар и романописац, стигао је бродом „Руслан“ са супругом
- Менахем Елкинд (1897–1938), ционистички активиста и један од оснивача Гдуд ХаАвода
- Јицак Френкел (1899–1981), сликар и вајар, члан Екол де Париз
- Ури Цви Гринберг (1896–1981), песник, новинар и активиста, писао је на јидишу и хебрејском, емигрирао је 1923. године.
- Џозеф Клауснер (1874–1958), историчар из Литваније, касније професор хебрејске књижевности
- Јицак Ламдан (1899–1954), песник који је говорио на хебрејском језику, преводилац и уредник
- Јехуда Магидович (1886–1981), архитекта из Умања
- Арие Навон (1909–1996), сликар, илустратор и карикатуриста
- Хења Пекелман (1903–1940), ционистичка пионирка, жена физички радник, активисткиња за равноправност жена, партизанка и жртва силовања; аутобиографија коју је написала пружа ретку документацију о свакодневном животу у Ерец Јисраелу тог времена.
- Зеев Рехтер (1899–1960), архитекта из Коваливке, Одеска област
- Јицак Садех (1890–1952), један од оснивача Гдуд ХаАвода, касније командант Палмаха
- Менахем Усишкин (1863–1941), ционистички вођа